# AEL Kallonis
Maillots
Le Athlitikí Énosi Lekanopedíou Kallonís (en grec moderne : Αθλητική Ένωση Λεκανοπεδίου Καλλονής), plus couramment abrégé en AEL Kallonis, est un ancien club grec de football fondé en 1994 et disparu en 2017, et basé dans la ville de Mytilène,  sur l'île de Lesbos, en mer Égée.

## Histoire du club

### Dates clés
- 1994 : fondation du club
- 2013 : 1re participation en Superleague

## Bilan sportif

### Palmarès
| Compétitions nationales |
| --- |
| - Championnat de Grèce D3 : - Vice-champion : 2012-13. - Championnat de Grèce D4 (1) : - Champion : 2009-10. - Vice-champion : 2010-11 |

### Bilan saison par saison
| Saison  | Division  | Place | Coupe |
| ------- | --------- | ----- | ----- |
| 1994/95 | Régionale | 4e    |       |
| 1995/96 | Régionale | 1er   |       |
| 1996/97 | D         | 13e   |       |
| 1997/98 | Régionale | 2e    |       |
| 1998/99 | Régionale | 2e    |       |
| 1999/00 | Régionale | 1re   |       |
| 2000/01 | Régionale | 4e    |       |
| 2001/02 | Régionale | 1re   |       |
| 2002/03 | D         | 15e   |       |
| 2003/04 | Régionale | 4e    |       |

| Saison  | Division  | Place | Coupe    |
| ------- | --------- | ----- | -------- |
| 2004/05 | Régionale | 5e    |          |
| 2005/06 | Régionale | 2e    |          |
| 2006/07 | Régionale | 2e    |          |
| 2007/08 | Régionale | 1er   |          |
| 2008/09 | D         | 5e    |          |
| 2009/10 | D         | 1er   |          |
| 2010/11 | FL2       | 2e    | 1er tour |
| 2011/12 | FL        | 5e    | 4e tour  |
| 2012/13 | FL        | 3e    | 2e tour  |
| 2013/14 | SL        | 12e   | 3e tour  |

- 1 saison en Superleague
- 2 saisons en Football League
- 1 saison en Football League 2
- 4 saisons en Delta Ethniki
- 12 saisons en Division régionale de Lesbos

## Personnalités du club

### Présidents du club
- Nikos Michalakis

### Entraîneurs du club
| - Paraschos Laskaris (1994 - 1996) - Giorgos Spartalis (1997) - Panagiotis Pittos (1998) - Petros Kalogirou (1999 - 2000) - Simeon Vamvarapis (2000 - 2001) - Giorgos Spartalis (2002 - 2003) - Fotis Kokkinellis (2006) - Giorgos Spartalis (2007) - Prokopis Kartalis (2008) - Sotiris Antoniou (2008 - 2010) - Michalis Kasapis (2010 - 2011) - Sotiris Antoniou (2011) | - Prokopis Kartalis (2011) - Luciano de Souza (2011 - 2012) - Giannis Matzourakis (2012) - Timos Kavakas (2012) - Loukas Karadimos (2012) - Babis Tennes (2012 - 2013) - Giannis Matzourakis (2013 - 2015) - Vangelis Vlachos (2015) - Thalis Theodoridis (2015) - Nikos Karageorgiou (2015 - 2016) - Giorgos Vazakas (2016) - Dimitris Gavalas (2016 - 2017) |

### Anciens joueurs du club
| - Bartosz Tarachulski - Fayçal Nberri - Helge Payer - Ivica Majstorović - Luciano - Macoumba Kandji |  | - Mamary Traoré - Marko dos Santos - Stavros Tziortziopoulos - Toni González - Vyacheslav Hleb |

## Historique du logo

Ancien logo (1994-2011)
Depuis 2011